# Предстојатељ
Предстојатељ (од грч. προεστώς, προϊστάμενος, προστατεύων — грч.  — „пред, испред” + грч.  — „уређење, успостављање”) јесте именовани епископ помјесне хришћанске цркве.
Предстојатељ може бити и намјесник или настојатељ манастира или храма. У Типику и другим богослужбеним упутствима, израз предстојатељ се односи на епископа или свештеника који предводи сабор и (обавља) било које богослужење.
У православљу се једином Главом Цркве сматра Исус Христос, што се заснива на Светом писму: Еф. 1:22—23, Еф. 5:23 и Кол. 1:18. Први по части епископ аутокефалне помјесне цркве (нпр. у Српској православној цркви — патријарх српски) обично се назива предстојатељом цркве.